# Euríale

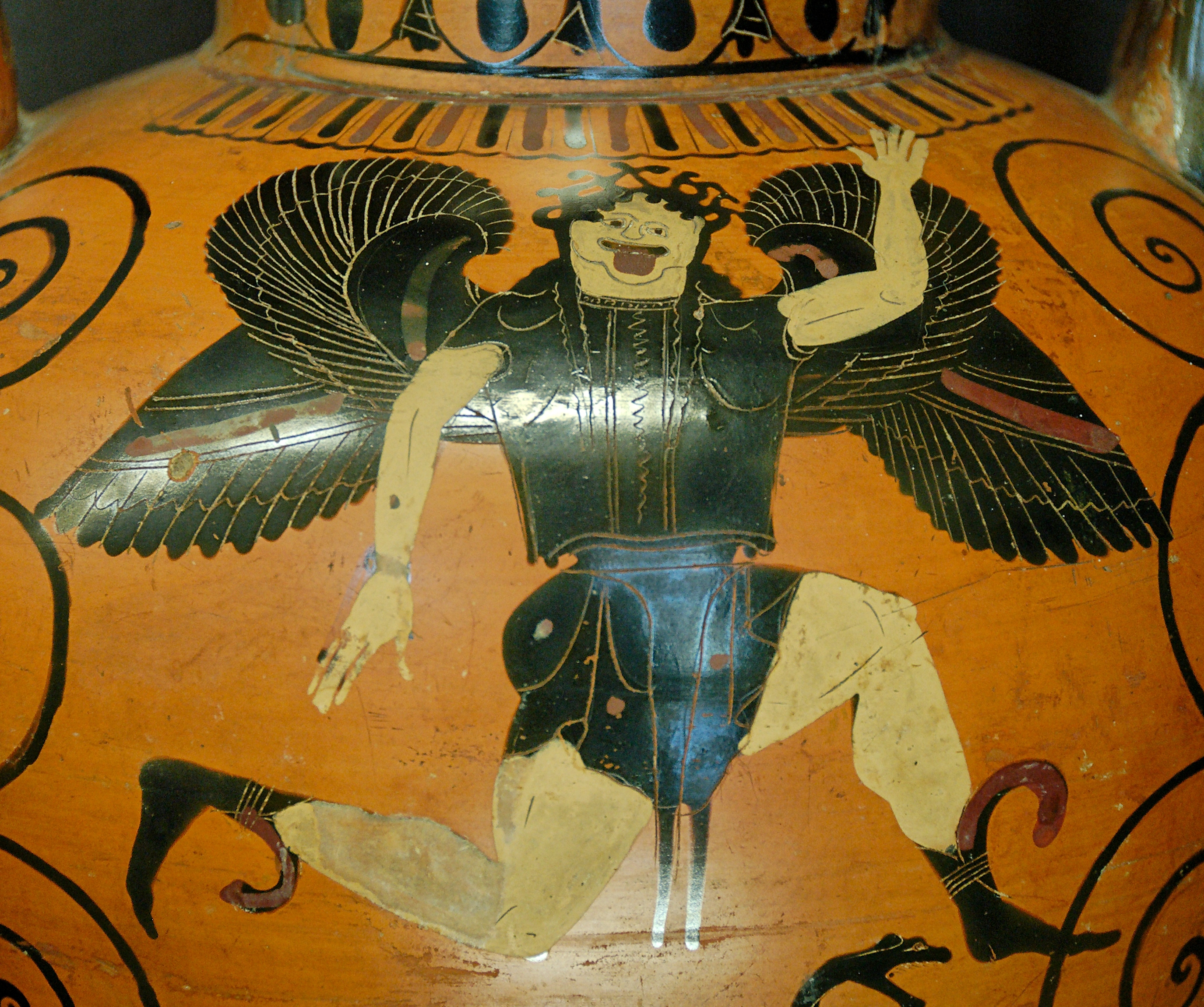
Figura de una Gorgona en un ánfora, ca. 520–510 BC expuesta en el Louvre.

En la mitología griega, Euríale (Εὐρυάλη / Euryálē: «viaje extenso») es el nombre de varios personajes:
- Una de las tres gorgonas, junto con Medusa y Esteno. Euríale es una criatura preolímpica y la segunda de las gorgonas. Nació de la unión bien de Forcis y Ceto según unas versiones,[2] bien de Tifón y Equidna según otras.[3] Es inmortal igual que su hermana mayor Esteno pero en cambio la más joven, Medusa, nació mortal.[4][5] En varias obras se cuenta que, cuando Perseo decapita a Medusa, Euríale es quien la llora desconsoladamente.[6][7]

- Una de las amazonas.[8]
- Uno de los nombres que se barajan para la esposa de Minias.[9]
- Una de las hijas de Minos, que por Poseidón fue madre del gigante Orión.[10]